# Pierre Vareille
Pierre Vareille, né le 8 septembre 1957 à Caudéran (quartier de la commune de Bordeaux), est un chef d'entreprises français. Il a exercé jusqu'en 2016 la fonction de Président-directeur général de Constellium. Il est aujourd’hui administrateur de sociétés, investisseur au capital de startups et philanthrope,.

## Biographie
Le jeune Pierre Vareille effectue son enseignement primaire à l’École Jean Mermoz de Sarcelles  et la plus grande partie de son enseignement secondaire dans un lycée public du Ministère de la Défense, le Prytanée national militaire, situé à La Flèche (Sarthe). Il obtient, dans la promotion de 1981, le diplôme d'ingénieur de l'École centrale Paris.
Pierre Vareille commence sa carrière chez Vallourec, où il a occupé divers postes de direction générale ou à responsabilité. Il travaille ensuite chez GFI Aerospace (Directeur général puis PDG), puis Faurecia (Directeur de l'activité systèmes d'échappement et membre du comité exécutif).
Entre 2002 et 2004, il est membre du comité exécutif de Pechiney, responsable du secteur Transformation de l'aluminium, et Président de Pechiney Rhenalu. Il dirige ensuite la société britannique Wagon Automotive (équipements d'automobile), société cotée au London Stock Exchange, de 2004 à 2007.
Pierre Vareille est, de 2007 à 2011, Président-directeur général de FCI ; (4e fabricant mondial de connecteurs avec des sites industriels dans 20 pays).
Pierre Vareille est Président-directeur général puis Chief Executive Officer de Constellium de 2012 à 2016. Constellium est cotée au New York Stock Exchange depuis le 23 mai 2013. Il a également été Président de European Aluminium de 2014 à 2016.
En 2012, Pierre Vareille s’est associé à 24 grands patrons de groupes français pour adresser une lettre ouverte aux candidats à l’élection présidentielle. Les signataires ont élaboré dix propositions pour faire de la croissance et la compétitivité des priorités pour le pays.
Parmi les propositions figurent le développement des dispositifs de soutien à l’innovation, l’orientation de la formation vers les besoins des entreprises, une meilleure synergie entre universités, recherche publique et entreprises, ainsi que la promotion d’une meilleure collaboration entre grandes et petites entreprises.

## Mandats sociaux
- 2008 à 2019 : Membre du Conseil d'administration et Comité d’orientation stratégique de l'Ecole Centrale Paris (aujourd'hui Centrale-Supelec)[16];
- 2007 à 2013 : Membre du Conseil d’administration puis Président de l’Association des Centraliens[17] ;
- 2009 à 2021 : Administrateur, puis Président du conseil d’administration de Bic[18] (France) ;
- Depuis 2021 : Vice-Président du conseil d'administration de Vallourec (France)
- Membre des conseils d’administration du London Stock Exchange[19], d’Outokumpu Oyj[20] (Finlande), Verallia[21] (France), et Tenneco [22] (États-Unis) ;
- Vice-Président de la Fondation Vareille[23]

## Distinctions
Le 13 juillet 2003, Pierre Vareille a été nommé au grade de Chevalier de l’Ordre national de la Légion d'honneuret promu Officier de l’Ordre du Mérite le 29 novembre 2023;
Le Président de la République de Finlande lui a accordé le titre de Commandeur de l’Ordre du Lion de Finlande le 27 septembre 2023 .

## Famille
Il est l'époux d'Hélène Vareille (ESSEC, 1980), fondatrice et présidente de la Fondation Vareille, et père de quatre enfants, dont la romancière Marie Vareille.